# Sosie Bacon
Sosie Ruth Bacon (født 15. marts 1992) er en amerikansk skuespiller og sanger.
Bacon blev født i Los Angeles, Californien som datter af Kevin Bacon og Kyra Sedgwick. Hun har også en ældre bror, Travis Bacon. Bacon er godt på vej til at blive en kendt sanger. Hun er niece til Michael Bacon, Kevins bror og Robert Sedgwick, Kyras bror.
Hun fik sin filmdebut i filmen Loverboy, som blev instrueret af hendes egen far.
Bacon var elev på pigeskolen Brearley School, hvorfra hun dimitterede i 2010.
Bacon og hendes familie bor i øjeblikket i Upper West Side.

## Filmografi
- Loverboy (2005) – Emily